# 顕証寺 (八尾市)
顕証寺（けんしょうじ）は、大阪府八尾市久宝寺にある浄土真宗本願寺派の寺院。山号は近松山。本尊は阿弥陀如来。久宝寺御坊とも呼ばれる。かつては周囲に寺内町を形成し、現在もその町並みをとどめている。

## 歴史
当地は久宝寺、もしくは橘島久宝寺とも呼ばれるが、伝承によれば久宝寺という地名は飛鳥時代に聖徳太子が久宝寺を当地に創建したことに由来するという。久宝寺は鎌倉時代まではあったのが確認されているが、その後に廃絶している。顕証寺西側の許麻神社の境内には聖徳太子創建を伝える久宝寺観音院があったが、明治時代の神仏分離でこちらも廃絶している。
文明元年（1469年）に本願寺8世の蓮如は、近江国近松（現・滋賀県大津市札の辻）に顕証寺を創建し、初めは長男の順如、その死後は六男の蓮淳に住持させた。これは後に本願寺近松別院となり、寺号は後に「久宝寺御坊顕証寺」たる当寺に引き継がれた。そのため、戦前まで近松別院は当寺がその法要を勤めていた。
文明2年（1470年）に蓮如は河内国渋川郡（現・東大阪市布施から八尾市龍華の一帯）を訪れて布教活動を始めた。当初は久宝寺にあった慈願寺（後に八尾の現在地へ移転。後述）を本拠としていたが、明応年間（1492年 - 1501年）に久宝寺の跡地に西証寺を建立した。これが当寺の始まりである。この時、近くにある久宝寺城主の安井氏は地域住民が浄土真宗本願寺派（一向宗）に与するのを見計らい、地域支配を維持するために創建に協力している。蓮如の十一男の実順を住持とし、ここを河内一向宗の中心道場とした。しかし実順は永正15年（1518年）に25歳で没し、その跡を継いだ子の実真も享禄2年（1529年）に13歳で早世してしまった。
天文の錯乱が勃発すると、当寺は天文3年（1534年）に細川晴元方の木沢長政によって焼かれるか、それに近い打撃を受けたようである。翌天文4年（1535年）に近江国の顕証寺から新たな住持として蓮淳がやってくることとなった。その際に当寺は西証寺から蓮淳ゆかりの名称である顕証寺へと寺号を改めている。
この後、戦乱から寺を守り門徒の団結をはかるため、天文10年（1541年）頃に顕証寺を中心に周囲に二重の堀と土塀を巡らし、その内側に碁盤目に道を巡らした寺内町が造られた。寺内町では顕証寺が一切の支配権を持ち、安井氏がこの権利をまかされていた。
当寺の住持であった蓮淳は、蓮如の六男であり本願寺派法主の証如の舅でもあったのでその地位は高かった。蓮淳は伊勢国長島に願証寺（現・三重県桑名市）を創建し、河内国八尾に萱振御坊恵光寺（現・八尾市萱振町）も創建、近江国近松顕証寺、近江国赤野井顕証寺（現・本願寺赤野井別院、滋賀県守山市）、河内国石川郡大ケ塚顕証寺（現・大阪府南河内郡河南町）ともども当寺の支坊とされ、当寺は河内十二坊の総支配を任され、河内一円の根本道場とされた。
安土桃山時代になると石山合戦の際に顕証寺は講和派（顕如）、慈願寺は抗戦派（教如）に分かれて激しい対立関係に発展したが、その後の本願寺東西分裂の際に顕証寺は西本願寺、慈願寺は東本願寺に属することとなった。慶長11年（1606年）に顕証寺と安井氏の支配に異を唱える慈願寺と森本行誓ら17名の住人は、久宝寺寺内町を出て当時の大和川の本流にあたる現在の長瀬川の東岸にある若江郡八尾の荒地を開墾し、八尾御坊（現・真宗大谷派八尾別院大信寺）を中心とする八尾寺内町を作った。
慶長19年（1614年）から元和元年（1615年）にかけて徳川家康と豊臣秀頼が衝突した大坂冬の陣・大坂夏の陣において、この地域は主戦場のひとつとなり辺りは焼き払われて焼け野原になった。
江戸時代中期の正徳6年（1716年）に寺基を寺内町の南端に移して4月1日に本堂が再建された。
江戸時代前半頃には八尾街道の中継地として栄えたが、宝永元年（1704年）の大和川付け替えを境に、地域の中心は久宝寺村から寺内村（八尾）に移っていった。
2019年（平成31年）に建造物9棟が府指定文化財となった。

### 西本願寺・大谷家との関係
- 蓮如の子蓮淳を開山とし、大谷宗家に準ずる連枝格寺院である。また、住職から歴代宗主（門主）を輩出している。
- 顕証寺第11代寂峰は、亀山本徳寺8世住職の寂円連枝（大谷昭尊）の子として生まれ、13歳で顕証寺に入寺し得度、当山住職就任後、本願寺第16世宗主湛如の急逝を受け、本願寺第17世宗主法如となる。31人の子を儲けた[6]。
- 顕証寺第13代文淳（文如の三男。近松暉宣）の子は、一旦は顕証寺住職を継ぐも本願寺第20世宗主広如となった。広如の母は文如の弟の娘[6]。広如の実子に本願寺第21世宗主明如がいる。
- 顕証寺第14代摂真の長男・光淳（童名：実枝、普賢院広潤）は、広如の養子に迎えられ徳如（信歓院）と改称、九条尚忠の猶子となって新門跡と称したが[6]、宗主を継職せず遷化。なお、摂真は二条家（二条治孝）から室を迎えている。広如の子・明如を養子とした。このように顕証寺は本願寺宗主の予備継職寺院としての役も兼務してきた[4]。
- 顕証寺第16代近松尊定は、鏡如（大谷光瑞）引退を受けて浄土真宗本願寺派管長代理を務めた。
- 近代以降は近松姓を名乗っている。

## 境内
- 本堂（大阪府指定有形文化財） - 正徳6年（1716年）4月1日再建。大阪府内で木造建築としてこの規模のものは非常に珍しい。江戸時代の彫刻や天井絵などが数多く施されている[7]。
- 庫裏（大阪府指定有形文化財） - 宝永3年（1706年）再建。
- 長屋門（大阪府指定有形文化財） - 北門。
- 渡廊
- 西長屋（大阪府指定有形文化財）
- 東長屋（大阪府指定有形文化財）
- 門信徒会館光雲閣
- 鐘楼（大阪府指定有形文化財）
- 手水舎（大阪府指定有形文化財）
- 築地塀（大阪府指定有形文化財） - 寛政元年（1795年）再建。
- 山門（大阪府指定有形文化財） - 表門。寛政元年（1795年）再建。

## 文化財

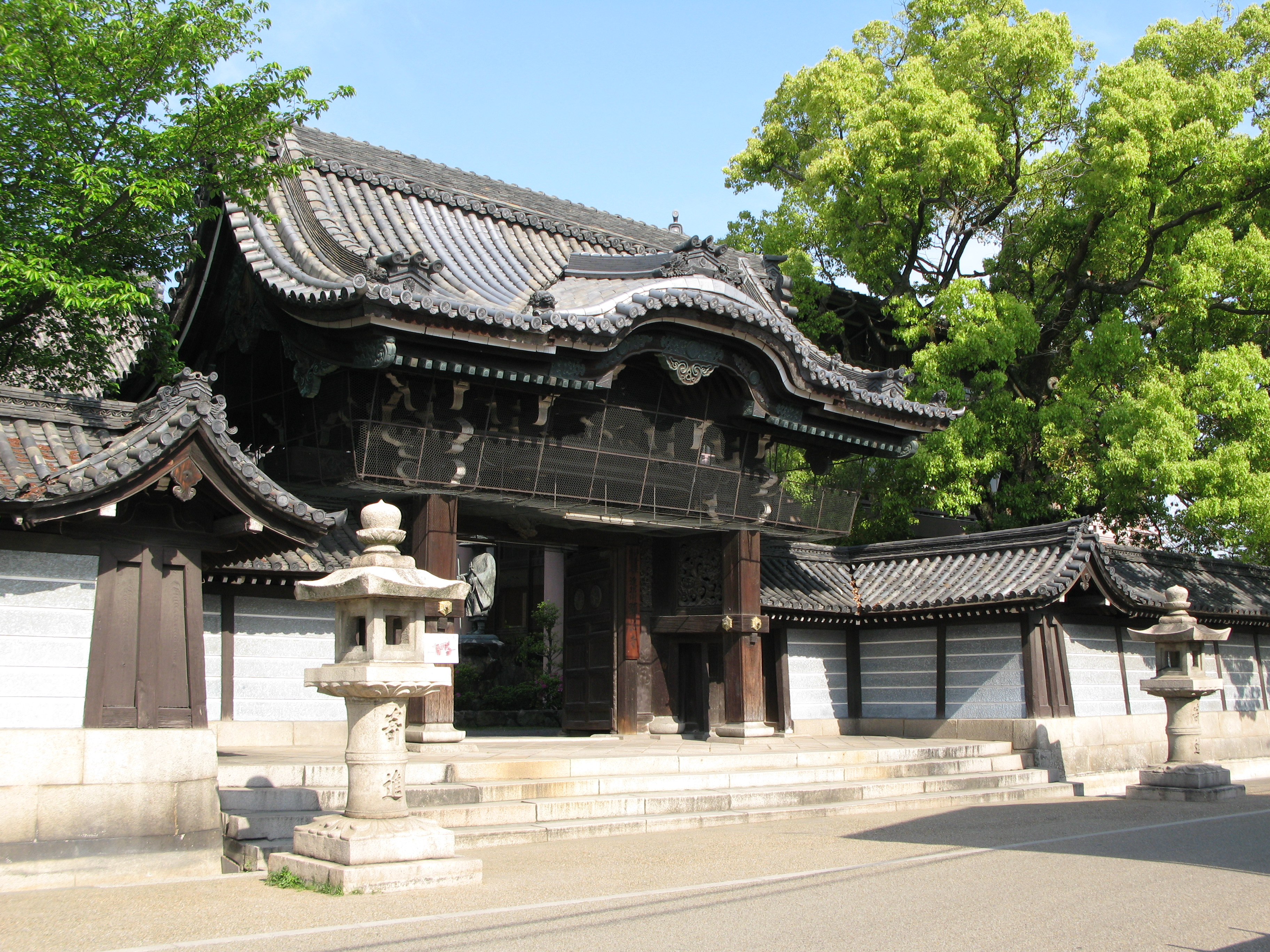
表門（府指定有形文化財）

### 大阪府指定有形文化財
- 顕証寺 9件 附：棟札2枚
  - 本堂[8]
  - 庫裏
  - 長屋門
  - 西長屋
  - 東長屋
  - 表門及び脇築地塀
  - 鐘楼
  - 手水舎

### 八尾市指定有形文化財
- 絹本著色親鸞聖人絵伝 4幅
- 絹本著色親鸞聖人像（等身御影） 附：紙本墨書 同裏書二枚 実如・証如筆
- 絹本著色阿弥陀如来・四十八化仏像（方便法身尊像）
- 顕証寺文書 1巻1冊1通

## 所在地
- 大阪府八尾市久宝寺4丁目4-3

## アクセス
- JR大和路線 久宝寺駅より徒歩約8分
- 近鉄大阪線 久宝寺口駅より徒歩約13分